# Palácio de San Anton
San Anton (em maltês: Palazz ta' Sant' Anton) é um palácio situado em Attard, Malta. É a residência oficial do presidente de Malta e conhecido pelos jardins que o rodeiam.
Tanto o palácio quanto seus jardins devem sua origem a Antoine de Paule, um cavaleiro francês da região da Provença, que foi eleito como 54º grão-mestre da Ordem de Malta, em 1623. Antoine, que fundaria Paola (Malta)|Paola]] em 1626, adquiriu uma grande propriedade nos arredores de Attard e dedicou-se à construção de uma casa de campo que fosse mais próxima da cidade de Valeta que o Palácio de Verdala. Os grão-mestres eleitos após Antoine, também utilizaram o palácio como residência.
Com a permanência de Napoleão Bonaparte na ilha, entre fevereiro de 1799 e outubro de 1800, o palácio foi sede da Assembleia Nacional Francesa. Posteriormente, foi convertido em residência do governador e do governador-geral de Malta. A partir de 1974, é a residência oficial do presidente da república.